# Lithobius eucnemis
Lithobius eucnemis är en mångfotingart som beskrevs av Anton Julius Stuxberg 1875. Lithobius eucnemis ingår i släktet Lithobius och familjen stenkrypare. Inga underarter finns listade i Catalogue of Life.